# Feketetorkú szajkó
A feketetorkú szajkó (Cyanolyca pumilo) a madarak osztályának verébalakúak (Passeriformes) rendjébe és a varjúfélék (Corvidae) családjába tartozó faj.

## Rendszerezése
A fajt Hugh Edwin Strickland angol zoológus és ornitológus írta le 1849-ben, a Cyanocorax nembe Cyanocorax pumilo néven.

## Előfordulása
Mexikó, Guatemala, Honduras, Nicaragua és Salvador területén honos. Természetes élőhelyei a szubtrópusi vagy trópusi hegyi esőerdők. Állandó, nem vonuló faj.

## Megjelenése
Testhossza 28 centiméter.

## Természetvédelmi helyzete
Az elterjedési területe nagyon nagy, egyedszáma 20000-49999 példány közötti és csökken. A Természetvédelmi Világszövetség Vörös listáján nem fenyegetett fajként szerepel.